# جون كولينز وارين جونيور
جون كولينز وارين جونيور (بالإنجليزية: John Collins Warren, Jr.)‏ هو محرر وجراح أمريكي، ولد في 4 مايو 1842 في بوسطن في الولايات المتحدة، وتوفي في 3 نوفمبر 1927.